# Edward Topsell

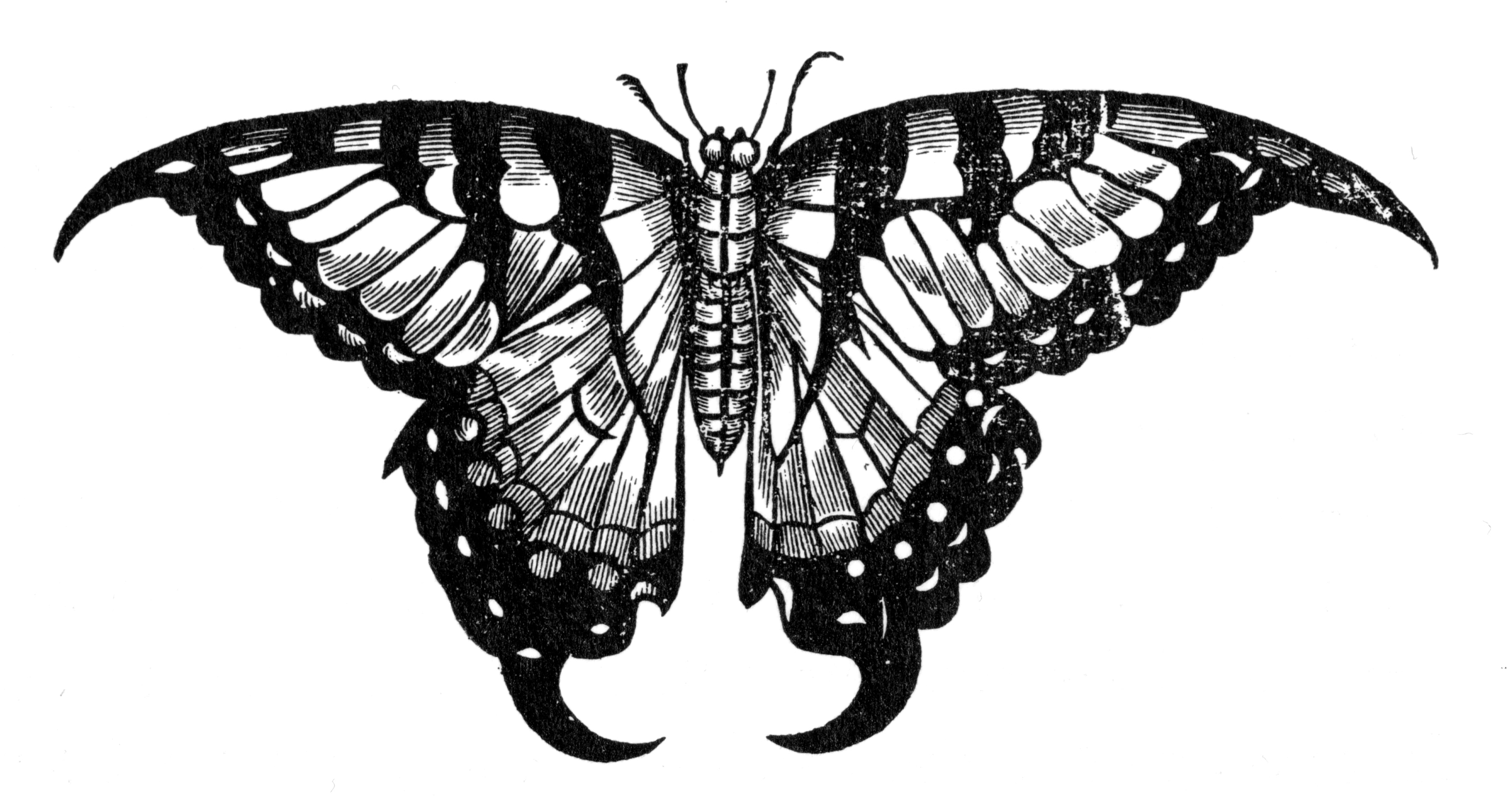
Illustration d’un machaon extrait d’History of Four-Footed Beastes (1658)

Edward Topsell est un naturaliste britannique, mort vers 1625 ou vers 1638.

## Œuvre
Il fait ses études au Crist’s College de Cambridge en 1587 et obtient son Bachelor of Arts vers 1591-1592 puis plus tard son Master of Arts. Il se marie avec Mary Seaton le 12 août 1612. en 1596, il est ordonné prêtre et entre dans la cure d’East Hoathly en 1596. Il vit à Datchworth de 1598 à 1601, devient curé à Saint Botolph à Aldersgate de 1604 à 1638, vicaire de Syresham de 1602 à 1608, vicaire de Mayfield de 1605 à 1606, d’East Grinstead de 1610 à 1616, chapelain d’Hartfield en 1610.
Il est l’auteur de The Reward of Religion... (1596), de The Householder or Perfect Man (1610), The History of Four-Footed Beastes and Serpents Describing at Large Their True and Lively Figure, their Several names, Conditions, Kinds, Virtues... (1607, réédité en 1658), The History of Serpents (1608).
Son History of Four-Footed Beastes contient 1 100 pages et décrit de nombreux animaux tant réels qu’imaginaires comme les dragons, les licornes ou les sphinx. Topsell, sans s’en cacher d’ailleurs, pallie ses lacunes par son imagination. Il s’inspire très largement de l’œuvre de Conrad Gessner (1516-1565) dont il reprend certaines de ses illustrations. Dans la seconde édition, Topsell inclut le Theater of Insects de Thomas Moufet (1553-1604).